# Sergio Ossa
Jaime Sergio Ossa Pretot (Viña del Mar, 8 de noviembre de 1919-Santiago, 22 de septiembre de 2012) fue un ingeniero, empresario y político democratacristiano chileno, ministro de Estado durante la última parte de la administración del presidente Eduardo Frei Montalva.
Sus padres fueron Carlos Ossa Videla y de Carolina Pretot Prieto.
Siendo joven conoció al padre Alberto Hurtado y al propio Frei Montalva, de quien sería camarada en el Partido Demócrata Cristiano, además de estrecho aliado y uno de los ideólogos de su programa de Gobierno.

## Primeros años
Estudió en el Instituto Andrés Bello de la capital y luego en la Pontificia Universidad Católica, donde se tituló de ingeniero civil con una memoria denominada Puente y grúa para carga y descarga en los muelles.
Desde 1951 a 1962 ejerció como presidente de la Unión Social de Empresarios Cristianos. Asimismo, encabezó la organización de beneficencia Fundación Mi Casa entre los años 1950 y 1958.
Junto a sus amigos Domingo Santa María Santa Cruz y Andrés Donoso Larraín, futuros colegas en el gabinete, creó, en el año 1960, la empresa de ingeniería Sigdo Koppers, la cual sobrevive hasta hoy.

## Actividad pública
En 1964 asumió como asesor del Presidente de la República para la promoción de los sectores populares.
En septiembre de 1967 fue nombrado ministro de Obras Públicas, agregándosele Transportes en diciembre. Durante su gestión impulsó obras como la construcción de la vía elevada entre Valparaíso y Viña del Mar y el túnel Lo Prado.
En 1969 asumió como ministro de Defensa Nacional, tocándole calmar los ánimos tras el movimiento militar conocido como el Tacnazo.
En febrero de 1970 los diputados de la izquierda lo acusaron constitucionalmente, responsabilizándolo por el no pago de los reajustes a los pensionados y personal en retiro de las Fuerzas Armadas. En la oportunidad, el derechista Partido Nacional se sumó a la acusación. Esta moción fue aprobada en la Cámara, pero rechazada por un voto en el Senado.
Desde 1975 a 1990 fue presidente ejecutivo de Minmetal Ingeniería, empresa que él mismo había fundado.
En 1990, una vez finalizada la dictadura militar, el presidente Patricio Aylwin lo designó embajador de Chile ante la Santa Sede, cargo en el que se mantuvo hasta 1995.

También cumplió labores directivas en el Hogar de Cristo (del que fue presidente) y la matriz de Radio Cooperativa.
Falleció en la capital de su país[cita requerida] a los 92 años de edad.